# Élections cantonales valaisannes de 1985
 (mars 2021).
Si vous disposez d'ouvrages ou d'articles de référence ou si vous connaissez des sites web de qualité traitant du thème abordé ici, merci de compléter l'article en donnant les références utiles à sa vérifiabilité et en les liant à la section « Notes et références ».
Les élections cantonales valaisannes se sont déroulées les 3 mars 1985 et 10 mars 1985 afin de renouveler le Grand Conseil et le Conseil d'État du canton du Valais.
Le Parti démocrate-chrétien reste stable et conserve sa majorité absolue au Grand-conseil avec 80 sièges et également au Conseil d'État où il fait élire ses 4 candidats. Le Parti radical-démocratique progresse de 2 députés et son représentant au sein du Conseil d'État et réélu. Le Parti socialiste égare 2 sièges au Grand Conseil et échoue à faire son entrée au Conseil d'État. Le Centre libéral et indépendant perd un siège à Sierre, mais compense ses pertes avec l'élection de 2 députés à Martigny, progressant d'un siège au sein du Grand-Conseil. Le Mouvement démocratique sédunois perd un siège au parlement, quant au Mouvement démocratique d'Hérens, il conserve son unique siège de député.

## Grand Conseil
Le parlement du canton du Valais, appelé Grand Conseil, est doté d'une seul chambre, renouvelée intégralement tous les quatre ans au scrutin direct.
Le Grand Conseil est composé de 130 sièges pourvus dans des circonscriptions correspondantes aux 14 districts du canton. Aux 130 députés qui siègent, il faut ajouter 130 députés-suppléants, élus sur des listes séparées et dont la tâche est de remplacer les députés lorsque ceux-ci ne peuvent assister aux séances du Grand Conseil, ou des commissions, à l'exception notables des commissions dite de "Haute surveillance".

### Mode d'élection
Les 130 sièges sont pourvus au scrutin proportionnel. Chaque district forme une circonscription électorale. Le scrutin pour les députés et pour les députés-suppléants se déroule de la même manière.
Les listes sont dites ouvertes et les électeurs ont ainsi la possibilité de les modifier en rayant ou ajoutant des noms, d'effectuer un panachage à partir de candidats de listes différentes ou même de composer eux-mêmes leurs listes sur un bulletin vierge. Après décompte des résultats, les sièges sont répartis selon la méthode du quotient d'Hagenbach-Bischoff puis celle de la plus forte moyenne. Pour entrer dans la répartition des sièges, une liste doit dépasser le seuil électoral fixé à 8%. Les apparentements de liste ne sont pas autorisés par la loi.
Le dépôt des listes a lieu jusqu'au 30 janvier, les numéros de listes sont attribués, par districts, selon l'ordre de dépôt des listes auprès du Préfet.

### Répartition

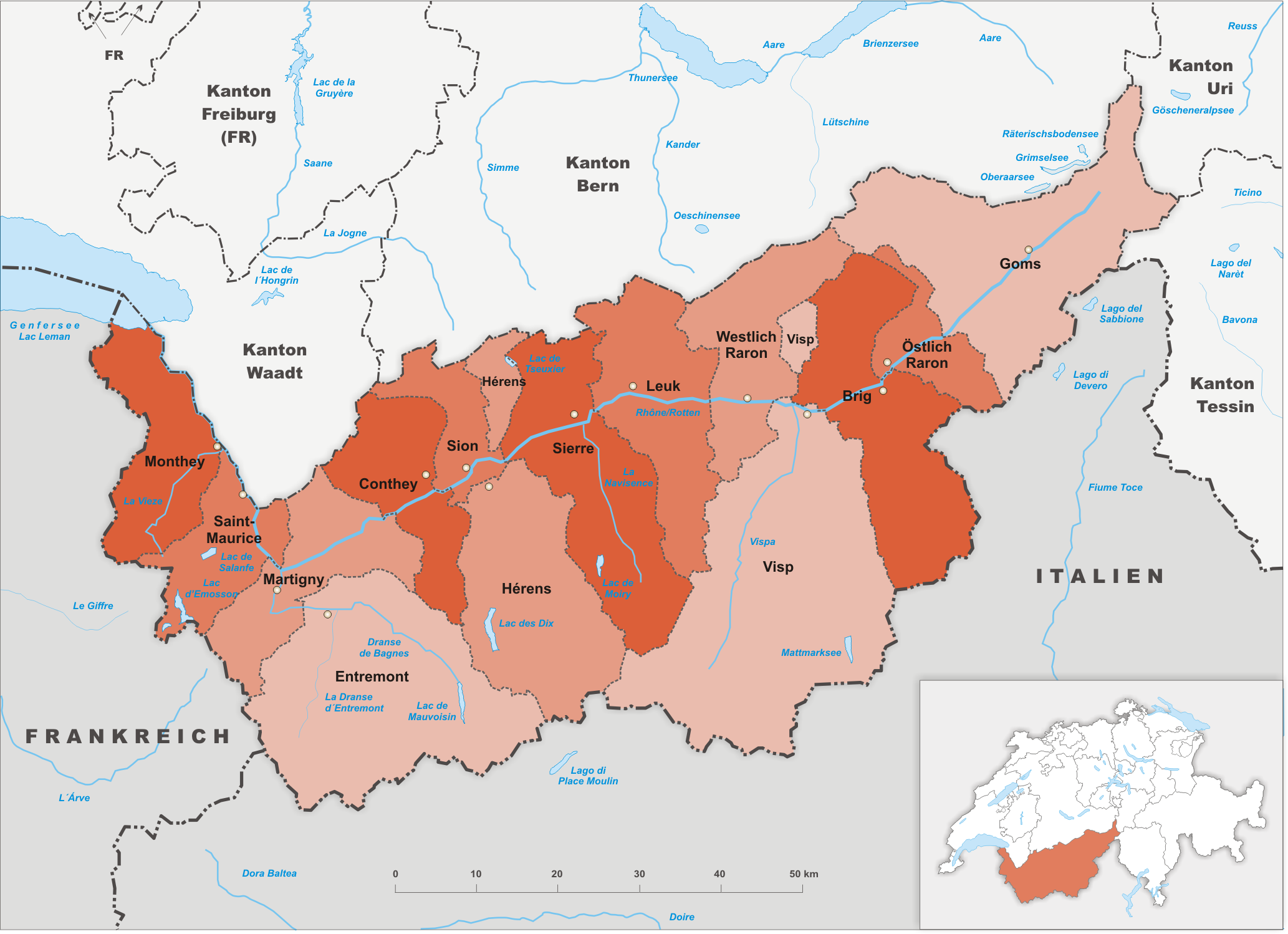
Le canton du Valais et ses districts.

Les sièges sont répartis par rapport à la population vivant dans les différents districts :
| District           | Sièges | Evolution 1981-1985 |
| Conches            | 3      |                     |
| Rarogne-oriental   | 2      |                     |
| Brigue             | 12     | +1                  |
| Viège              | 14     |                     |
| Rarogne-occidental | 4      |                     |
| Loèche             | 6      | -1                  |
| Sierre             | 18     |                     |
| Hérens             | 5      | -1                  |
| Sion               | 18     | +1                  |
| Conthey            | 9      |                     |
| Martigny           | 15     |                     |
| Entremont          | 6      |                     |
| St-Maurice         | 5      | -1                  |
| Monthey            | 13     | +1                  |
| Total              | 130    |                     |

### Résultats

#### Sièges par partis
| Parti | Parti                           | Sigle | Groupe                               | Tendance politique                                   | Sièges  |
| ----- | ------------------------------- | ----- | ------------------------------------ | ---------------------------------------------------- | ------- |
|       | Parti démocrate-chrétien        | PDC   | - PDCVR (45) - CVPO (20) - CSPO (16) | démocrate chrétien conservateur christianisme social | 81 (=)  |
|       | Parti radical-démocratique      | PRD   | Rad.                                 | radical                                              | 32 (=)  |
|       | Parti socialiste                | PS    | Soc.                                 | social-démocrate                                     | 12 (-2) |
|       | Centre Libéral et indépendant   | CLI   | Lib. et ind.                         | libéral                                              | 3 (+1)  |
|       | Mouvement démocratique sédunois | MDS   | Lib. et ind.                         |                                                      | 1 (-1)  |
|       | Mouvement démocratique d'Hérens | MDH   | Lib. et ind.                         |                                                      | 1 (=)   |

#### Répartition des sièges par district
| District           | Total | PDC/CVPO | PDC/CVPO | PCS/CSPO | PCS/CSPO | PRD/FDPO | PRD/FDPO | PS/SPO | PS/SPO | MSI | MSI | CLI | CLI | MDS | MDS | MDH | MDH |
| ------------------ | ----- | -------- | -------- | -------- | -------- | -------- | -------- | ------ | ------ | --- | --- | --- | --- | --- | --- | --- | --- |
| Conches            | 3     | 2        |          | 1        |          |          |          |        |        |     |     |     |     |     |     |     |     |
| Rarogne-oriental   | 2     | 1        |          |          |          | 1        |          |        |        |     |     |     |     |     |     |     |     |
| Brigue             | 12    | 6        |          | 3        |          | 1        |          | 2      | +1     |     |     |     |     |     |     |     |     |
| Viège              | 14    | 6        | -1       | 7        | +1       | 1        |          |        |        |     |     |     |     |     |     |     |     |
| Rarogne-occidental | 4     | 2        |          | 2        |          |          |          |        |        |     |     |     |     |     |     |     |     |
| Loèche             | 6     | 3        | -1       | 3        |          |          |          |        |        |     |     |     |     |     |     |     |     |
| Sierre             | 18    | 8        | +1       |          |          | 6        |          | 3      |        |     |     | 1   | -1  |     |     |     |     |
| Hérens             | 5     | 3        |          |          |          |          |          | 1      |        |     |     |     |     |     |     | 1   |     |
| Sion               | 18    | 10       | +1       |          |          | 4        | +1       | 3      |        |     |     |     |     | 1   | -1  |     |     |
| Conthey            | 9     | 5        | +1       | 1        |          | 4        | +1       |        | -1     |     |     |     |     |     |     |     |     |
| Martigny           | 15    | 5        | -1       |          |          | 7        |          | 1      |        |     | -1  | 2   | +2  |     |     |     |     |
| Entremont          | 6     | 4        |          |          |          | 2        |          |        |        |     |     |     |     |     |     |     |     |
| St-Maurice         | 5     | 3        |          |          |          | 2        |          |        | -1     |     |     |     |     |     |     |     |     |
| Monthey            | 13    | 6        | +1       |          |          | 5        |          | 2      |        |     |     |     |     |     |     |     |     |
| Valais             | 130   | 64       | ±0       | 17       | +1       | 32       | +1       | 12     | -1     | 0   | -1  | 3   | +1  | 1   | -1  | 1   | ±0  |

## Conseil d'État
Le gouvernement du Canton du Valais, appelé Conseil d'État, est composé de cinq membres, renouvelés intégralement tous les quatre ans au scrutin direct.

### Mode d'élection
Les 5 sièges sont pourvus au scrutin majoritaire. Le canton forme une circonscription électorale unique.
La constitution garantit un conseiller d'État par région constitutionnelle (Haut-Valais / Valais Central / Bas-Valais). Les deux autres peuvent venir de n'importe quelle région du Canton. Une règle prévoit également qu'il ne peut y avoir plus d'un conseiller d'État issu du même district.
Les listes sont dites ouvertes et les électeurs ont ainsi la possibilité de les modifier en rayant ou ajoutant des noms, d'effectuer un panachage à partir de candidats de listes différentes ou même de composer eux-mêmes leurs listes sur un bulletin vierge. Toutefois il n'est pas possible de voter pour une personne qui ne figure pas sur une des listes déposées.
Le dépôt des listes a lieu jusqu'au 30 janvier, aucun numéro ne leur est attribué et elle n'ont pas nécessairement de nom en en-tête.
Pour être élu, un candidat doit recueillir la majorité absolue des voix au premier tour. Lorsque tous les sièges n'ont pas pu être pourvu au premier tour, un deuxième tour est organisé le deuxième dimanche qui suit le premier tour. Tous les candidats ayant obtenu un nombre de voix supérieur ou égal à huit pour cent du nombre total des votants peuvent se représenter. De même, une liste ayant obtenu un nombre de voix supérieur ou égal à huit pour cent du nombre total des votants peut présenter un ou plusieurs nouveaux candidats ou remplacer un ou plusieurs candidats. Les candidatures sur une liste au deuxième tour ne peuvent pas être plus nombreuses que le nombre de sièges qu'il reste à pourvoir.

### Campagne
Lors du premier tour, sept candidats se présentent à l’élection du Conseil d'État. Les trois conseillers d’État sortants se représentent.
Du côté des deux partis composant le Conseil d'État sortant, la situation est la suivante :
Le Parti démocrate-chrétien présente 4 candidats, les sortants Hans Wyer et Bernard Bornet et deux nouveaux candidats Raymond Deferr et Richard Gertschen. Le Parti radical-démocratique présente la candidature du sortant Bernard Comby.
Le Parti socialiste présente la candidature de Gérald Jordan.
Le septième candidat est M. Laurent Nicolet, qui se présente sur une liste intitulée "Jeunesse et Avenir".
À l'issue  du premier tour des élections, deux candidats obtiennent la majorité absolue et sont élus au premier tour. Les démocrates-chrétiens Bernard Bornet et Raymond Deferr.
À l'échéance du dépôt des listes de candidature pour le deuxième tour, les candidatures de Bernard Comby (PRD) et Hans Wyer (PDC), sont déposées à la chancellerie d’État. Les candidats socialiste et "Jeunesse et Avenir" ayant renoncé à se représenter au deuxième tour.
Au vu de la loi électorale, même s'il ne reste plus que trois candidats pour trois sièges, le deuxième tour doit être organisé et les électeurs sont convoqués pour élire les deux derniers Conseillers d’État.
Les candidats sont les suivants :
| Nom et Prénom     | Nom de liste       |
| ----------------- | ------------------ |
| Hans Wyer*        | PDC/CVP/CSP        |
| Bernard Bornet*   | PDC/CVP/CSP        |
| Raymond Deferr    | PDC/CVP/CSP        |
| Richard Gertschen | PDC/CVP/CSP        |
| Bernard Comby*    | PRD/FDP            |
| Gérald Jordan     | PS/SP              |
| Laurent Nicolet   | Jeunesse et Avenir |

### Premier tour
| Candidats          | Candidats          | Liste              | Suffrages |
| ------------------ | ------------------ | ------------------ | --------- |
|                    | Bernard Bornet*    | PDC/CVP/CSP        | 49 965    |
|                    | Raymond Deferr     | PDC/CVP/CSP        | 49 701    |
|                    | Richard Gertschen  | PDC/CVP/CSP        | 47 531    |
|                    | Hans Wyer*         | PDC/CVP/CSP        | 45 522    |
|                    | Bernard Comby*     | PRD/FDP            | 37 047    |
|                    | Gérald Jordan      | PS/SP              | 14 933    |
|                    | Laurent Nicolet    | Jeunesse et Avenir | 9 819     |
| Bulletins blancs   | Bulletins blancs   | Bulletins blancs   | 2 336     |
| Bulletins nuls     | Bulletins nuls     | Bulletins nuls     | 2 004     |
| Bulletins valables | Bulletins valables | Bulletins valables | 95 083    |
| Majorité absolue   | Majorité absolue   | Majorité absolue   | 47 542    |

### Deuxième tour
| Candidats          | Candidats          | Liste              | Suffrages |
| ------------------ | ------------------ | ------------------ | --------- |
|                    | Richard Gertschen  | PDC/CVP/CSP        | 36 953    |
|                    | Hans Wyer*         | PDC/CVP/CSP        | 34 977    |
|                    | Bernard Comby*     | PRD/FDP            | 32 634    |
| Bulletins blancs   | Bulletins blancs   | Bulletins blancs   | 4 862     |
| Bulletins nuls     | Bulletins nuls     | Bulletins nuls     | 1 670     |
| Bulletins valables | Bulletins valables | Bulletins valables | 64 016    |